# 翡翠号核潜艇

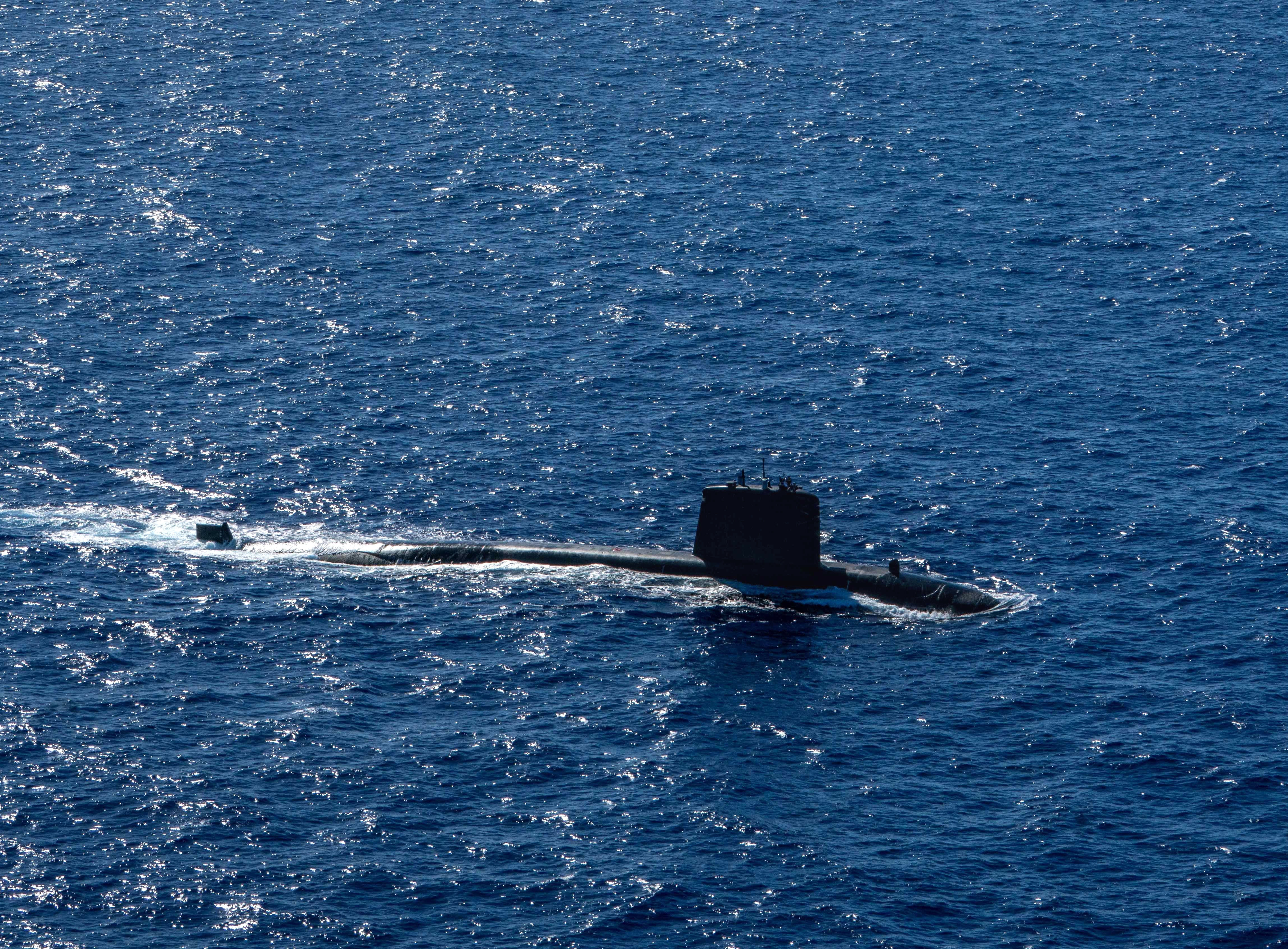
翡翠号核潜艇

翡翠号核潜艇（Émeraude  S604）是法国海军第四艘红宝石级攻击核潜艇，1982年10月开始建造，1986年4月12日下水，1988年9月15日开始服役，母港位于法国土伦军港。1994年曾发生事故。2009年6月参与法国航空447号班机空难飛行記錄儀（俗稱黑盒）的搜寻工作。2021年与一艘军舰驶过南中国海。